# Васьки (Опішнянська селищна громада)
Ва́ськи — село в Україні, у Опішнянській селищній громаді Полтавського району Полтавської області. Населення становить 53 осіб. Орган місцевого самоврядування — Опішнянська селищна рада.

## Географія
Село Васьки знаходиться на правому березі річки Мерла за 1 км від лівого берега річки Ворскла, вище за течією на відстані 1 км розташоване село Лихачівка (Котелевський район), на протилежному березі річки Ворскла — село Карабазівка.

## Історія
1859 року у власницькому хуторі налічувалось 3 двори, мешкало 11 осіб (5 чоловічої статі та 6 — жіночої).

## Пам'ятки
Біля села розташований орнітологічний заказник «Будникове».